# Fiorenza Tessari
Pour les articles homonymes, voir Fiorenza et Tessari.
Fiorenza Tessari, née le 21 octobre 1968 à Rome, est une actrice italienne.

## Filmographie
- 1985 : Phenomena de Dario Argento : Gisela Sulzer
- 1985 : Festa di laurea de Pupi Avati
- 1985 : Caccia al ladro d'autore (série télévisée)
- 1986 : Una domenica sì de Cesare Bastelli
- 1987 : L'estate sta finendo de Bruno Cortini : Giuliana Bonomiti
- 1988 : E non se ne vogliono andare! de Giorgio Capitani (téléfilm) : Cristiana
- 1989 : E se poi se ne vanno? de Giorgio Capitani (téléfilm)
- 1993 : Passioni (série télévisée)
- 2001 : Una donna per amico (mini-série) : Ada Camilli
- 2003 : Il fuggiasco d'Andrea Manni (it) : Avv, l'épouse de Vignoni
- 2004 : Un sacré détective (Don Matteo) (série télévisée) : Oriana
- 2005 : I'll Do It Tonight : la mère de Nina
- 2006 : Cani Gatti & Co. (série télévisée) : Fiorenza Tessari
- 2007 : Carabinieri (série télévisée)
- 2007 : Billo il grand dakhaar : Marta
- 2007 : Era mio fratello (téléfilm) : Paola Lanfranchi
- 2007 : 7 vite (série télévisée)
- 2007 : SMS - Sotto mentite spoglie de Vincenzo Salemme (it) : Valeria
- 2008 : Un attimo sospesi de Peter Marcias : Lidia
- 2010 : I bambini della sua vita
- 2011 : Camminando verso : Antonia
- 2011 : Balla con noi - Let's Dance : Rossana, la mère d'Erica
- 2011 : I liceali 3 (série télévisée)
- 2013 : Pasolini, la verità nascosta : Dacia Maraini
- 2013 : Un posto al sole coi fiocchi de Fabio Sabbioni
- 2016 : Tutto per una ragazza : Giovanna